# Liga I 2015-2016
La Liga I 2015-2016 è stata la 98ª edizione della massima serie del campionato di calcio rumeno. L'Astra Giurgiu ha vinto il campionato per la prima volta.

## Stagione

### Novità
Il numero di squadre partecipanti al campionato è stato ridotto da 18 a 14. Dalla Liga I 2014-2015 sono state retrocesse sei squadre: Gaz Metan Mediaș, Brașov, Universitatea Cluj, Rapid Bucarest, Oțelul Galați e Ceahlăul Piatra Neamț. Dalla Liga II 2014-2015 sono stati promossi il Poli Timișoara, vincitore della Seria I, e il Voluntari, vincitore della Seria II.

### Formula
Il campionato si svolge in due fasi: nella prima le quattordici squadre si affrontano in un girone di andata e ritorno, per un totale di 26 giornate. Successivamente le squadre vengono divise in due gruppi in base alla classifica: le prime sei formano un nuovo girone e competono per il titolo e la qualificazione alle competizioni europee; le ultime otto invece lottano per non retrocedere in Liga II. Le ultime due squadre retrocederanno direttamente in Liga II, mentre la terz'ultima giocherà uno spareggio promozione-retrocessione.
Al termine della competizione, le squadre classificate ai primi due posti si qualificherà per il terzo turno della UEFA Champions League 2016-2017. Le squadre classificate al terzo ed al quarto posto si qualificheranno, rispettivamente, per il terzo e per il secondo turno della UEFA Europa League 2016-2017.

## Squadre partecipanti
| Club                      | Città       | Stadio                          | Stagione 2014-2015  |
| ------------------------- | ----------- | ------------------------------- | ------------------- |
| Astra Giurgiu             | Giurgiu     | Stadio Marin Anastasovici       | 3º posto in Liga I  |
| Botoșani                  | Botoșani    | Stadio Municipal                | 8º posto in Liga I  |
| CFR Cluj                  | Cluj-Napoca | Stadio Dr. Constantin Rădulescu | 4º posto in Liga I  |
| Concordia Chiajna         | Chiajna     | Stadio Concordia                | 12º posto in Liga I |
| FC Politehnica Iași       | Iași        | Stadio Emil Alexandrescu        | 10º posto in Liga I |
| U Craiova                 | Craiova     | Stadionul Ion Oblemenco         | 5º posto in Liga I  |
| Dinamo Bucarest           | Bucarest    | Stadio Dinamo                   | 7º posto in Liga I  |
| Pandurii                  | Târgu Jiu   | Stadio Tudor Vladimirescu       | 9º posto in Liga I  |
| Petrolul Ploiești         | Ploiești    | Stadio Ilie Oană                | 6º posto in Liga I  |
| SSU Politehnica Timișoara | Timișoara   | Stadionul Dan Păltinișanu       | 2º posto in Liga II |
| Steaua Bucarest           | Bucarest    | Stadio Steaua                   | Campione di Romania |
| Târgu Mureș               | Târgu Mureș | Stadionul Trans-Sil             | 2º posto in Liga I  |
| Viitorul Costanza         | Costanza    | Stadio Farul                    | 11º posto in Liga I |
| Voluntari                 | Voluntari   | Stadionul Dinamo                | 1º posto in Liga II |

## Prima fase

### Classifica finale
|  | Pos. | Squadra                   | Pt | G  | V  | N  | P  | GF | GS | DR  |
|  | ---- | ------------------------- | -- | -- | -- | -- | -- | -- | -- | --- |
|  | 1.   | Astra Giurgiu             | 47 | 24 | 13 | 8  | 3  | 40 | 28 | +12 |
|  | 2.   | Dinamo Bucarest           | 44 | 24 | 12 | 8  | 4  | 31 | 23 | +8  |
|  | 3.   | Viitorul Costanza         | 43 | 24 | 12 | 7  | 5  | 46 | 26 | +20 |
|  | 4.   | Steaua Bucarest           | 43 | 24 | 12 | 7  | 5  | 33 | 21 | +12 |
|  | 5.   | Pandurii                  | 43 | 24 | 12 | 7  | 5  | 31 | 24 | +7  |
|  | 6.   | Târgu Mureș               | 35 | 24 | 8  | 11 | 5  | 26 | 20 | +6  |
|  | 7.   | FC Politehnica Iași       | 35 | 24 | 9  | 8  | 7  | 20 | 23 | -3  |
|  | 8.   | U Craiova                 | 30 | 24 | 8  | 6  | 10 | 25 | 25 | 0   |
|  | 9.   | Botoșani                  | 26 | 24 | 6  | 8  | 10 | 30 | 33 | -3  |
|  | 10.  | CFR Cluj                  | 25 | 24 | 7  | 10 | 7  | 29 | 25 | +4  |
|  | 11.  | SSU Politehnica Timișoara | 21 | 24 | 4  | 9  | 11 | 22 | 34 | -12 |
|  | 12.  | Voluntari                 | 18 | 24 | 3  | 9  | 12 | 23 | 40 | -17 |
|  | 13.  | Concordia Chiajna         | 17 | 24 | 3  | 8  | 13 | 21 | 40 | -19 |
|  | 14.  | Petrolul Ploiești         | 8  | 24 | 2  | 8  | 14 | 16 | 31 | -15 |

Legenda:
      Ammesse alla poule scudetto
      Ammesse alla poule retrocessione
Note:
Tre punti a vittoria, uno a pareggio, zero a sconfitta.
CFR Cluji e Petrolul, 6 punti di Penalizzazione
Fonte: http://www.lpf.ro/clasament-liga-1

## Poule scudetto

### Classifica finale
|                    | Pos. | Squadra           | Pt | G | V | N | P | GF | GS | DR  |
| ------------------ | ---- | ----------------- | -- | - | - | - | - | -- | -- | --- |
| Romania (bandiera) | 1.   | Astra Giurgiu     | 48 | 9 | 7 | 1 | 1 | 20 | 7  | +13 |
|                    | 2.   | Steaua Bucarest   | 40 | 9 | 5 | 3 | 1 | 14 | 7  | +7  |
|                    | 3.   | Pandurii          | 36 | 9 | 2 | 6 | 1 | 10 | 7  | +3  |
|                    | 4.   | Dinamo Bucarest   | 35 | 9 | 2 | 5 | 2 | 9  | 12 | -3  |
|                    | 5.   | Viitorul Costanza | 28 | 9 | 1 | 2 | 6 | 11 | 18 | -7  |
|                    | 6.   | Târgu Mureș       | 22 | 9 | 0 | 3 | 6 | 7  | 20 | -13 |

Legenda:
      Campione di Romania e ammessa alla UEFA Champions League 2016-2017
      Ammessa alla UEFA Champions League 2016-2017
      Ammessa alla UEFA Europa League 2016-2017
Note:
Tre punti a vittoria, uno a pareggio, zero a sconfitta.

## Poule retrocessione

### Classifica finale
|  | Pos. | Squadra                   | Pt | G | V | N | P | GF | GS | DR  |
|  | ---- | ------------------------- | -- | - | - | - | - | -- | -- | --- |
|  | 1.   | U Craiova                 | 32 | 9 | 5 | 1 | 3 | 11 | 7  | +4  |
|  | 2.   | FC Politehnica Iași       | 32 | 9 | 3 | 4 | 2 | 7  | 5  | +2  |
|  | 3.   | CFR Cluj                  | 30 | 9 | 4 | 4 | 1 | 18 | 5  | +13 |
|  | 4.   | Botoșani                  | 27 | 9 | 4 | 2 | 3 | 17 | 15 | +2  |
|  | 5.   | Concordia Chiajna         | 24 | 9 | 4 | 3 | 2 | 11 | 8  | +3  |
|  | 6.   | Voluntari                 | 22 | 9 | 3 | 1 | 5 | 9  | 15 | -6  |
|  | 7.   | SSU Politehnica Timișoara | 19 | 9 | 1 | 3 | 5 | 7  | 19 | -12 |
|  | 8.   | Petrolul Ploiești         | 12 | 9 | 2 | 2 | 5 | 5  | 11 | -6  |

Legenda:
 Ammessa allo spareggio promozione-retrocessione
      Retrocesse in Liga II
Note:
Tre punti a vittoria, uno a pareggio, zero a sconfitta.

## Statistiche

### Classifica marcatori
Aggiornata al 2 maggio 2016.
| Gol |  |  | Giocatore          | Squadra             |
| --- |  |  | ------------------ | ------------------- |
| 18  |  |  | Ioan Hora          | Pandurii            |
| 16  |  |  | Denis Alibec       | Astra Giurgiu       |
| 14  |  |  | Florin Tănase      | Viitorul Costanza   |
| 13  |  |  | Cristian López     | CFR Cluj            |
| 12  |  |  | Nicolae Stanciu    | Steaua Bucarest     |
| 10  |  |  | Harlem Gnohéré     | Dinamo Bucarest     |
| 9   |  |  | Bojan Golubović    | FC Politehnica Iași |
| 8   |  |  | Constantin Budescu | Astra Giurgiu       |

## Verdetti finali
- Astra Giurgiu Campione di Romania 2015-2016.
- Astra Giurgiu e Steaua Bucarest qualificati alla UEFA Champions League 2016-2017.
- Pandurii e Viitorul Costanza qualificati alla UEFA Europa League 2016-2017.
- Petrolul Ploiești retrocesso in Liga II.